# Poraniopsis mira
Poraniopsis mira är en sjöstjärneart som först beskrevs av de Loriol 1904.  Poraniopsis mira ingår i släktet Poraniopsis och familjen kuddsjöstjärnor. Inga underarter finns listade i Catalogue of Life.